# Terillus
Terillus (tiếng Hy Lạp: Τήριλλος; ? – ?) là con trai của Crinippus và là bạo chúa thành bang Himera trên đảo Sicilia khoảng đầu thế kỷ 5 TCN.
Không có tài liệu nào cho biết về cuộc đời của Terillus và cách mà ông lên nắm quyền cai trị thành bang. Cũng không có bất kỳ thông tin chi tiết nào cho các sử gia tìm hiểu về khoảng thời gian hoặc sự kiện dưới thời ông. Thay vào đó, những hiểu biết về Terillus phần lớn đều dựa trên những tác động qua lại với các nhân vật lịch sử khác.
Theo sử sách cho biết thì ban đầu Terillus tìm cách củng cố quyền lực và cai trị như một bạo chúa ở thành bang Himera bằng cách gả cô con gái Cydippe của mình cho Anaxilas, người cai trị thành bang Rhegium. Terillus cũng duy trì mối quan hệ tốt đẹp với viên tướng Carthage Hamilcar để làm chỗ dựa vững chắc sau này.
Do đó, khi Terillus bị Theron, bạo chúa thành bang Agrigentum (còn gọi là Acragas) trục xuất khỏi Himera, ông đã tìm kiếm sự hỗ trợ của người Carthage. Người con rể Anaxilas không chỉ ủng hộ lời yêu cầu của ông tới người Carthage mà đổi lại còn đề nghị Terillus đem chính con mình ra làm con tin ở chỗ họ. Đáp lại, người Carthage quyết định mang quân giúp đỡ Terillus khôi phục quyền hành ở Himera. Tuy nhiên, người Carthage chỉ lợi dụng yêu cầu của Terillus làm cơ sở cho việc bành trướng lãnh thổ trên đảo Sicilia. Vì vậy việc bạo chúa Theron thành Acragas trục xuất Terillus đã trở thành cái cớ cho một cuộc viễn chinh lớn của người Carthage dưới quyền Hamilcar với mục đích thống trị các thành phố Hy Lạp trên đảo Sicilia, để rồi phải kết thúc trong đại bại ở trận Himera vào năm 480 TCN.
Riêng số phận của Terillus sau thất bại ở Himera vẫn còn là điều bí ẩn. Có người đoán ông bị tử trận hoặc bị bắt làm tù binh, hoặc cho rằng có thể ông đã kịp thời trốn thoát khỏi chiến trường nhưng sau đó thì không rõ tung tích.